# 双神经亚门
雙神經亞門（學名：Aculifera）是海洋軟體動物的一個仍未有共識的支序分類單元。原為綱級分類單元:57，後來被提升至亞門級。

## 分類
過往本分類單元曾經包括有：多板綱（Polyplacophora）、尾腔綱（Caudofoveata = Chaetodermomorpha）及溝腹綱（Solenogastres = Neomeniomorpha），與有殼亞門（Conchifera）同級。
現時本分類單元只餘下無板綱（Aplacophora），但這個分類單元被認為可能仍然是一個並系群。